# Bushmaster M17S
M17S — автомат, разработанный австралийской компанией Armstech для участия в конкурсе на новое оружие для армии Австралии. В данном конкурсе победу одержал австрийский комплекс Steyr AUG, а Armstech через некоторое время продала разработку другой австралийской компании Edenpine, которая в 1992—1994 годах производила данное оружие в самозарядном варианте для гражданского рынка США под названием Edenpine M17S Bull-Pup Rifle. После этого права на модернизацию и производство винтовки были проданы американской компании Bushmaster, которая выпускала её до 2005 года.

## Описание
M17S разработана на основе автомата AR-18 и выполнена по компоновке булл-пап. Автоматика основана на отводе части пороховых газов из канала ствола, газовый поршень имеет короткий ход, запирание осуществляется поворотом затвора на 7 боевых упоров. Ствольная коробка изготовлена из алюминия, а выполненные зацело коробка УСМ, пистолетная рукоятка, приёмник магазина и приклад — пластиковые. Предохранитель расположен в передней части спусковой скобы и имеет вид поперечной кнопки. Оружие может комплектоваться различными вариантами ствольных коробок, имеющих либо рукоятку для переноски, либо 2/4 планки Пикатинни.
Существенным недостатком винтовки оказался выброс стреляных гильз только в правую сторону (вкупе с компоновкой булл-пап это означает невозможность эффективного использования оружия левшами).